# Ипатова (деревня)
Ипатова — деревня в Катайском районе Курганской области. Входит в состав Никитинского сельсовета.

## География
Деревня Ипатова расположена на левом берегу реки Исети, примерно в 2 километрах к северо-западу от села Никитинского, в 14 километрах (в 17 километрах по автодороге) к западу от районного центра города Катайска, в 210 километрах (в 235 километрах по автодороге) к северо-западу от областного центра города Кургана.

### Часовой пояс
Ипатова, как и вся Курганская область, находится в часовой зоне МСК+2. Смещение применяемого времени относительно UTC составляет +5:00.

## История
Деревня Ипатова ранее носила названия: д. Иткинной яр, затем д. Шипишный яр, д. Шипишноярская (в некоторых документах Шипшиноярская).
В 1798 году в деревне было 26 дворов, к 1869 году их стало в д. Шипшиноярской (д. Ипатова) — 92.
До революции деревня относилась к Никитинской волости Камышловского уезда Пермской губернии, а в духовном отношении к приходу Введения во храм Пресвятой Богородицы села Никитинского (открыт в 1824 году).
В июле 1918 года установлена белогвардейская власть. В июле 1919 года установлена советская власть.
В годы советской власти жители работали в колхозе им. Ильича. В 1961 году колхоз вошёл в состав молочного совхоза «Красные орлы».

## Школа
Действует Ипатовская общеобразовательная начальная школа.

## Часовня
Каменная часовня святого Тихона Калужского была построена между 1912 и 1915 годами в архитектурным стиле модерн. Строение выполнено в виде креста с кирпичным декором. С приходом Советской власти закрыта, помещения были отданы под колхозный склад, рядом возвели новые хозяйственные постройки. Восстановлен силами рабочих и трудников Далматовского монастыря. 22 мая 2014 года прошла церемония освящения и поднятия купола.

## Общественно-деловая зона
Установлен четырёхгранный обелиск синего цвета, увенчанный красной пятиконечной звездой. Имеет ограждение.

## Население
| 1869 | 1904 | 1920 | 1926 | 1989 | 2002 | 2004 |
| ---- | ---- | ---- | ---- | ---- | ---- | ---- |
| 555  | ↗829 | ↗908 | ↗964 | ↘216 | ↘204 | ↘195 |
| 2010 |      |      |      |      |      |      |
| ↘165 |      |      |      |      |      |      |

Национальный состав
- По данным переписи населения 2002 года, в деревне Ипатовой проживало 204 человека, из них русские — 89 %.
- По данным переписи 1926 года, в деревне проживало 964 человека, все русские.